# دولورس يونغ
دولورس يونغ (بالإنجليزية: Dolores Young)‏ هي مجدفة كندية، ولدت في 2 مايو 1957 في بيكتون ‏ في كندا.

## وصلات خارجية
- دولورس يونغ على موقع الاتحاد الدولي للتجديف (الإنجليزية)
- دولورس يونغ على موقع اللجنة الأولمبية الدولية (الإنجليزية)
- دولورس يونغ على موقع أوليمبيديا (الإنجليزية)
- دولورس يونغ على موقع اللجنة الأولمبية الكندية (الإنجليزية)